# Пермяки (Татарстан)
Пермяки — село в Высокогорском районе Татарстана. Входит в состав Высокогорского сельского поселения.

## География
Находится в северо-западной части Татарстана на расстоянии приблизительно 7 км на юго-восток по прямой от районного центра поселка Высокая Гора у речки Киндерка.

## История
Известно с 1565—1567 годов как деревня Тевелди. Часть села с 1593 по 1764 годы принадлежала Казанскому Троице-Сергиевскому монастырю. В 1719 году начала действовать Казанско-Богородицкая церковь (не сохранилась). До 2013 года было центром отдельного Пермяковского сельского поселения.

## Население
Постоянных жителей было: в 1646 году — 70, в 1782—352 души муж. пола; в 1859—707, в 1897—922, в 1920—975, в 1938—998, в 1949—786, в 1958—629, в 1970—324, в 1989—176, 163 в 2002 году (русские 68 %, татары 29 %), 133 в 2010.

## Транспорт
Прямой пригородный автобусный маршрут № 340, соединявший село с Дербышками, появился в конце 1990-х — начале 2000-х годов; позже он был перенумерован в № 111 и вскоре упразднён. В 2020 году создан маршрут № 113, соединяющий село с Восточным автовокзалом.